# 阿奎拉 (羅馬)

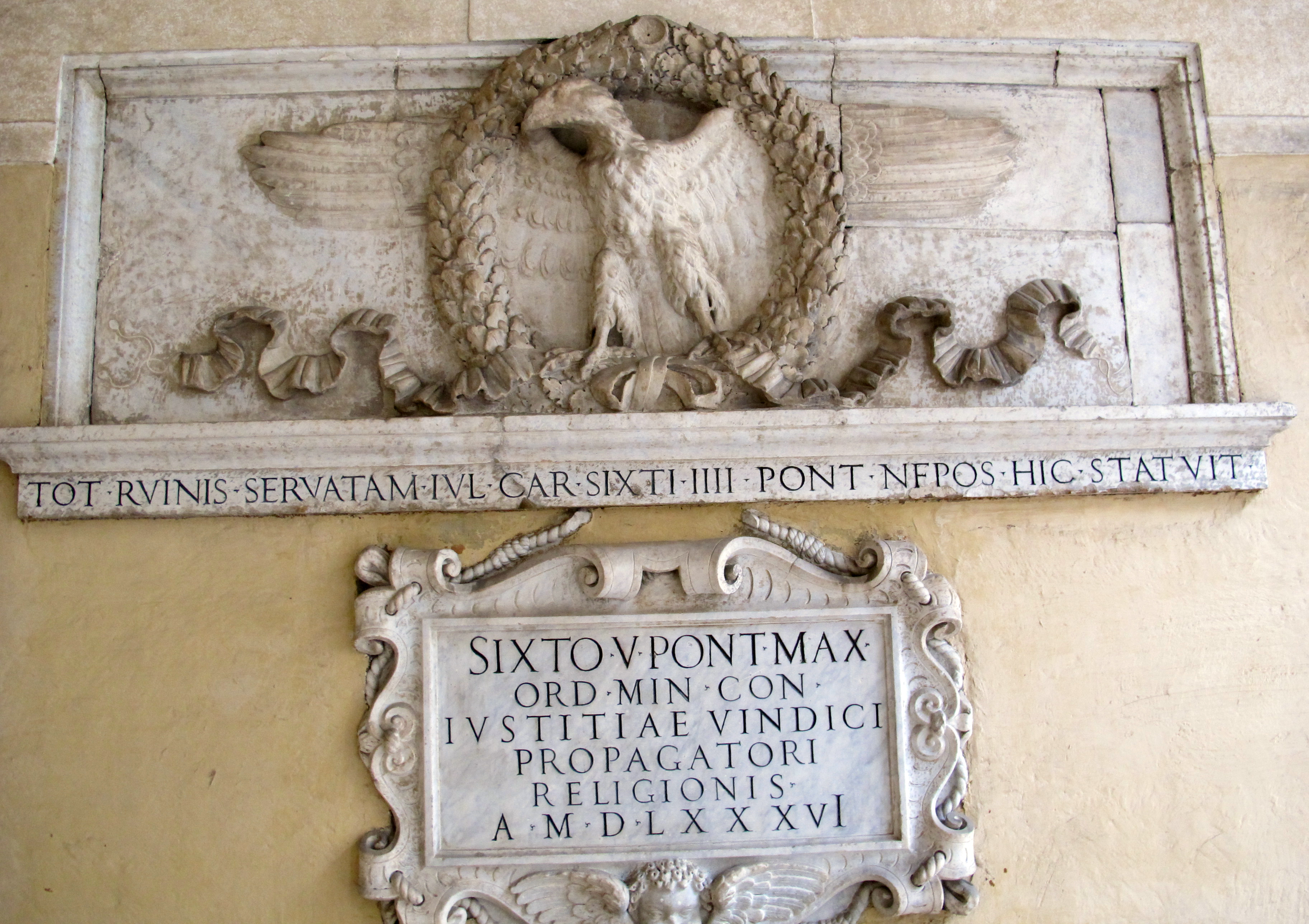
公元2世纪的艺术品

阿奎拉，又稱鵰徽、鵰旗、鹰徽、鹰旗。Aquila在拉丁語中意为「鵰」（鷹科大型猛禽），这在古羅馬是尊榮的象徵，尤其被羅馬軍團的旗帜所用。
采用该元素的旗帜中通常绘有向上抬起翅膀的銀或青銅製的鵰，周圍環繞著月桂花環，立在長桿上。旗帜由一個被稱為阿奎拉旗手的軍團士兵所持，每個軍團都攜帶一隻。
阿奎拉對羅馬士兵的重要性遠不止是他軍團的象徵，已經具有準宗教性，失去它是非常嚴重的，羅馬軍隊不遺餘力地保護阿奎拉並在它丟失時想辦法尋回。
现已發現的其他采用该元素的艺术品，只见于象徵帝國統治或者喪葬標誌。